# Atlanterhavserklæringen
Atlanterhavserklæringen, Atlanterhavspagten eller Det Atlantiske Frihedsbrev er en almindelig dansk betegnelse for Atlantic Charter, som blev aftalt på et hemmeligt møde på et amerikansk slagskib mellem Winston Churchill og Franklin Delano Roosevelt. Det fandt sted mellem den 9. og 12. august 1941 i Argentiabugten, ved Newfoundland, og offentliggjort 14. august. Det var en vision og en hensigtserklæring om verden efter 2. verdenskrig. Den regnes som det første skridt henimod oprettelsen af NATO.
I korte træk gik den ud på:
- USA og Storbritannien stiller ingen territoriale krav
- Territoriale justeringer skal tilpasses de involverede folk
- Retten til folkenes selvbestemmelse
- Sænkning af handelshindringer
- Nedrustning efter krigen
- Frihed på havene
- En organisation af nationer

På et senere møde mellem de allierede i London 24. september 1941 tilsluttede regeringerne fra Belgien, Tjekkoslovakiet, Grækenland, Luxembourg, Holland, Norge, Polen, Sovjetunionen og Jugoslavien samt lederen af de Frie Franske, Charles de Gaulle, sig de generelle principper i Atlanterhavspagten.